# Межа Оппенгеймера — Волкова
Межа Оппенгеймера — Волкова (за прізвищами Роберта Оппенгеймера та Джорджа Майкла Волкова, що висунули цю гіпотезу) — верхня межа маси нейтронної зірки, за якої тиск виродженого нейтронного газу не може компенсувати сили гравітації, що призводить до колапсу в чорну діру. Одночасно межа Оппенгеймера — Волкова є нижньою межею маси чорних дір, що утворюються внаслідок еволюції зір.
Точне значення межі станом на 2008 рік невідоме через невизначеність знань про властивості макроскопічних станів виродженої баріонної матерії з украй високою густиною: у надрах нейтронних зір густина речовини відповідає ядерній (~1014 г/см³, що в ~108 разів перевищує густину білих карликів), а рівняння стану такої речовини достеменно невідоме.
Сучасні оцінки межі Оппенгеймера — Волкова лежать у межах 2,5-3 сонячних мас.

## Експериментальні дані
- Наймасивніша (з відкритих до цього часу) нейтронна зоря J1614-2230 має масу 1,97 сонячних мас[1].
- Найменш масивна (з відомих) чорна діра це — XTE J1650-500, яку було відкрито 2001 року. Дослідження довели, що її маса становить 3,8±0,5 сонячної маси[2].